# Glaphyria badierana
Glaphyria badierana is een vlinder uit de familie van de grasmotten (Crambidae). De wetenschappelijke naam van de soort is voor het eerst gepubliceerd in 1794 door Johan Christian Fabricius.
De soort komt voor in Cuba, Jamaica, Puerto Rico en de Maagdeneilanden;